# Captain Oi! Records
La Captain Oi! Records è un'etichetta discografica indipendente con sede ad High Wycombe, editrice di oltre trecento album principalmente di artisti punk e oi!. L'etichetta fu fondata da Mark Brennan, ex bassista dei The Business e comproprietario di Link Records e di una sottoetichetta della Castle Music. Oltre a molti classici degli anni '70 e '80 la Captain continua tutt'oggi a pubblicare nuovi album di gruppi come Cockney Rejects e Special Duties. Nel 1997 la Captain Oi! pubblica anche una raccolta di brani degli italiani Klasse Kriminale dal titolo The Best of ..., unico gruppo non anglofono presente nel loro catalogo.

## Artisti[4][5][6][7][8]
- The 4-Skins
- 999
- Abrasive Wheels
- The Adicts
- Angelic Upstarts
- Anti-Nowhere League
- Anti-Pasti
- Antisocial
- Argy Bargy
- Attak
- Bad Manners
- Blitz
- The Blood
- The Boys
- The Business
- Channel 3
- Chelsea
- The Chords
- Chron Gen
- Cockney Rejects
- The Crack
- Criminal Class
- Cyanide
- D.O.A.
- The Dark
- Deadline
- The Defects
- The Depressions
- The Destructors
- The Dickies
- Discharge
- Discipline
- Eddie and the Hot Rods
- The Ejected
- English Dogs
- The Exploited
- External Menace
- The Fits
- The Flys
- GBH
- Goldblade
- Guitar Gangsters
- The Gymslips
- Infa-Riot
- The Jolt
- Judge Dread
- Klasse Kriminale
- Last Resort
- Leyton Buzzards
- London
- The Lurkers
- Major Accident
- Mau Maus
- The Members
- Menace
- The Motors
- Newtown Neutotics
- One Way System
- The Oppressed
- The Outcasts
- The Partisans
- Patrik Fitzgerald
- Penetration
- Peter and the Test Tube Babies
- The Professionals
- Purple Hearts
- Ramones
- Red Alert
- Resistance 77
- The Revillos
- Rose Tattoo
- The Ruts
- Secret Affair
- Section 5
- The Selecter
- Sham 69
- The Skeptix
- The Skids
- Slaughter and the Dogs
- Special Duties
- Splodgenessabounds
- The Starjets
- Stiff Little Fingers
- The Strike
- Toy Dolls
- UK Subs
- The Vapors
- The Vibrators
- Vice Squad
- The Violators
- The Wall
- The Wanderers
- The Yobs